# 16-та механізована дивізія (Польща)

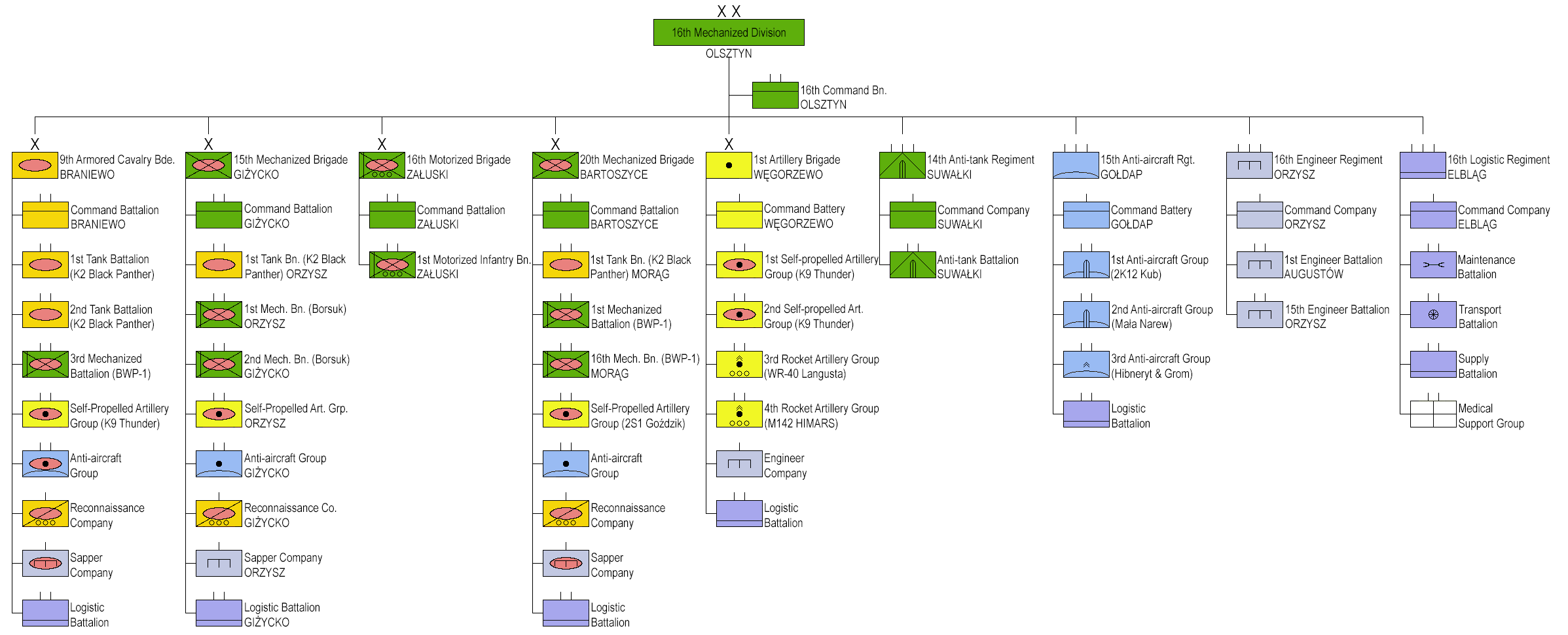
Склад 16-ї механізованої дивізії

16-та Поморська механізована дивізія імені короля Казимира Ягеллончика (пол. 16 Pomorska Dywizja Zmechanizowana im. Króla Kazimierza Jagiellończyka, 16 DZ) — військове з'єднання, механізована дивізія Сухопутних військ Польщі. Підрозділи дивізії розташовані в північно-східній частині Польщі, на кордоні з Калінінградською областю Росії.

## Структура
- 9-та бригада бронетанкової кавалерії[pl] (Бранево)
- 15-та Гіжицька механізована бригада[pl] (Гіжицко)
- 20-та Бартошицька механізована бригада[pl] (Бартошиці)
- 11-й Мазурський артилерійський полк[pl] (Венгожево)
- 15-й Голдапський полк протиповітряної оборони[pl] (Голдап)
- 16-й батальйон управління (Ельблонг)

## Командири
- дипломований офіцер[pl] Войцех Куб'як (1988 — 1992)
- дипломований офіцер Ришард Бухта (1992 — 1994)
- бригадний генерал Пйотр Макаревич (1994 — 1997)
- бригадний генерал Христофор Скарбовський (1997 — 1998)
- бригадний генерал Вальдемар Скрипчак (1998 — 2001)
- бригадний генерал Лех Стефаняк (2001 — 2002)
- дивізійний генерал Христофор Скарбовський (2002 — 2005)
- дивізійний генерал Ришард Сорокош (2005 — 2007)
- дивізійний генерал Веслав Михнович (2007 — 2009)
- дивізійний генерал Богуслав Самоль (2009 — 2011)
- дивізійний генерал Януш Бронович (2011 — 2013)
- дивізійний генерал Лешек Суравський (2013 — 2016)
- дивізійний генерал Марек Соколовський (2016 — 2019)
- дивізійний генерал Христофор Радомський (з 2019)